# Hana Prošková
Hana Prošková, rozená Bořkovcová (30. listopadu 1924 Praha – 4. října 2002 tamtéž) byla česká spisovatelka především detektivních povídek a novel.

## Život
Hana Prošková se narodila v rodině hudebního skladatele Pavla Bořkovce. Po maturitě na Dívčím reálném gymnáziu Elišky Krásnohorské strávila zbytek druhé světové války jako totálně nasazená v leteckém průmyslu. Po válce vystřídala celou řadu zaměstnání (byla soustružnicí, telefonistkou i reklamní kreslířkou) až se roku 1966 stala redaktorkou v nakladatelství Albatros, kde pracovala až do důchodu.
Do literatury vstoupila Hana Prošková roku 1962 jako básnířka (lyrická sbírka Oblaka). Dále doprovodila verši celou řadu dětských leporel, omalovánek a vystřihovánek, překládala z němčiny, ruštiny a slovinštiny. Nejširší veřejnosti je ale známá jako autorka perfektně psychologicky prokreslených detektivních povídek a novel spojených ve většině případů dvěma hlavními hrdiny – amatérským detektivem a znalcem lidské povahy malířem Horácem a kriminalistou nadporučíkem a později kapitánem Vašátkem.

## Rodina
Dcery: Magdalena Rejholcová, Marie Kroupová, Kateřina Závadová
12 vnuků, mezi nimi Pavel Rejholec (zvuk ve filmové tvorbě), Janek Kroupa, Mikuláš Kroupa (oba žurnalistika)

## Dílo

### Básně
- Oblaka (1962), lyrická sbírka,
- Zametačky sněhu (2004), básnický výbor z autorčiny pozůstalosti.

### Detektivní povídky a novely
- Měsíc s dýmkou (1966), obsahuje Měsíc s dýmkou (uvedeno jako televizní inscenace), 6+1 a Zvláštní případ.
- Černé jako smola (1969), obsahuje Černé jako smola, Muž s kočkou, Případ v Es-dur, Dopisy z onoho světa, Psyché a Sluneční skvrny.
- Smrt programátora (1971), obsahuje Křivý prostor, Přízrak (uvedeno jako televizní inscenace) a Smrt programátora.
- Tajemství obří číše (1973), obsahuje Tajemství obří číše, Rakev a hruška, Případ u jezera, Lásky čas, Prostý případ statistiky a Nepříjemný zápach.
- Tajemství planet (1976), obsahuje Tajemství planet, Smrt mladé stopařky a Zelená nálepka.
- Zlá panenka (1978), obsahuje Zlá panenka, Druhá tvář osudu a Příliš mnoho alkoholu.
- Jahody se šlehačkou (1982), obsahuje Na pozadí laboratoře, Jahody se šlehačkou a Amanita phalloides.
- Záhada obří číše (1983), vydání tří již dříve vydaných detektivních příběhů z knih Tajemství obří číše a Tajemství planet (Případ u jezera, Tajemství obří číše a Zelená nálepka).
- Kopistnaté prsty, Znamení smrťáka (1986),
- Rýže po charvátsku, Stínová hra (1989),
- Obyčejné zločiny (1992), vydání tří již dříve vydaných detektivních příběhů z knih Tajemství obří číše a Tajemství planet (Tajemství planet, Smrt mladé stopařky a Rakev a hruška).
- Znamení smrťáka (1992), přepracované vydání.
- Maskot smrti (1993), obsahuje dva již dříve vydané detektivní příběhy z knih Zlá panenka a Tajemství obří číše (Zlá panenka a Prostý případ statistiky).
- Jak namalovat smrt (1999), obsahuje již dříve vydaný detektivní příběh z knihy Tajemství obří číše (původně pojmenovaný Rakev a hruška).

### Ostatní próza
- Mořeplavba (1964), cyklus povídek citlivě zachycujících problémy běžných lidí, za který autorka dostala cenu cena nakladatelství Československý spisovatel.
- Obrova zahrádka (1968), soubor povídek ze světa viděného očima dětí.
- Bibi (1975), zkrácené převyprávění známých dětských knih Bibi, Bibi na cestách, Bibi v Československu a Bibi a spiklenky dánské spisovatelky Karin Michaëlisové.
- Bibi hledá poklad (1993), zkrácené převyprávění dětské knihy dánské spisovatelky Karin Michaëlisové.

### Překlady do cizích jazyků
- Jadranje po morju (Mořeplavba), Lublaň (1971) Založba Obzorja Maribor, přeložila Katja Spur
- Der Mond mit der Pfeife (Měsíc s dýmkou), Berlín (1979), kromě titulní obsahuje povídky Psyche (Psyché), Ein einfacher Fall der Statistik (Prostý případ statistiky), Der Riesenkelch (Tajemství obří číše), Das Geheimnis der Planeten (Tajemství planet), přeložila Elizabeth Brochardt
- Das grüne Etikett (Zelená nálepka), Berlín (1985), kromě titulní obsahuje povídky Die böse Puppe (Zlá panenka) a Im Hintergrund des Labor (Na pozadí laboratoře)

### Filmová a televizní adaptace
Jediný film natočený pro kina pochází z roku 1977 a jmenuje se Zlaté rybky, Podle scénáře Václava Šaška a Miroslava Hubáčka ho natočil Otakar Fuka. Vychází z povídky Prostý případ statistiky poprvé uveřejněné v knize Tajemství obří číše.
První televizní adaptace díla Hany Proškové pochází už z roku 1967. Byla vysílána pod názvem Měsíc s dýmkou a vychází z povídky ze stejnojmenné knihy. V 70. a 80. letech připravila Československá televize několik dalších detektivek, které režírovali Hynek Bočan, Otakar Fuka a Dušan Klein s různými představiteli hlavních hrdinů (např. Radovan Lukavský, Josef Kemr, Rudolf Hrušínský, Jiří Bartoška) - např. Zrcadlo nenávisti z roku 1987.
V letech 2013 až 2023 připravila Česká televize sérii televizních filmů, které režírovala Lucie Bělohradská a v nichž byly detektivní povídky přeneseny do tehdejší současnosti. Hlavní role ve všech ztvárnili David Matásek jako Horác a Viktor Preiss jako Vašátko:
- Případ pro rybáře (adaptace povídky Smrt mladé stopařky)
- Případ pro malíře (Černé jako smola)
- Případ pro lyžaře (Zvláštní případ)
- Případ dvou sester (Druhá tvář osudu)
- Případ dvou básníků (Smrt programátora)
- Případ dvou manželek (Případ u jezera)
- Případ se štěnici (6+1)
- Případ s koncem (Měsíc s dýmkou)